# Tour Mohammed-VI
La tour Mohammed-VI est une tour dans la commune de Salé, limitrophe de Rabat, capitale du Maroc. Conçue par Othman Benjelloun et construite par l'entreprise O'Tower, elle est la troisième plus haute tour d'Afrique après L'Iconic Tower en Égypte et Djamaâ El-Djazaïr en Algérie.

## Histoire du projet
Anciennement nommée La Tour BMCE, c'est un projet lancé par le milliardaire Othman Benjelloun, patron de la BMCE Bank of Africa.
Son objectif originel était de construire une tour en forme de fusée à Rabat qui accueillera le nouveau siège du groupe bancaire.
En 2013, le groupe BMCE signe un accord avec l'agence d'urbanisation et de développement d'Anfa (AUDA) pour installer la tour dans le nouveau quartier d'affaires de Anfa.

En 2014, Othman Benjelloun présente la maquette de la tour BMCE : 

« Une tour que j'ai souhaitée représentée par une fusée. Cette fusée va conduire des milliers de membres dirigeants et de salariés du groupe BMCE vers l'espace. Cette fusée sera prête au décollage à partir d’une rampe de lancement, représentée également dans ce projet »

Othman Benjelloun affirme que la forme de fusée serait inspirée par son expérience aux États-Unis : 

« Cette forme particulière est inspirée de ma visite à l’agence spatiale de la NASA, à Cap Canaveral en Floride aux USA, où j’ai été invité à participer à une simulation de vol spatial, en 1969, en compagnie de l’astronaute Pete Conrad, préalablement au lancement du vol effectif de Apollo 12 vers la Lune au mois de novembre de la même année. »

Initialement prévu à Casablanca Finance City, le premier siège de la banque devait initialement faire 135 mètres de haut et être achevée en 2016.  
Othman Benjelloun décidera ensuite de porter le projet à 190 mètres de haut.
En mars 2016, contre toute attente, la tour spatiale se voit rajouter 10 étages supplémentaires et est annoncée dans la ville de Salé.
Le projet, renommé Tour Mohamed VI, change de nature.
Elle n'abritera plus le siège de la banque mais deviendra un mix constitué de composantes à usage hôtelier, de bureaux, de résidentiel et de commerces.
Les cadres de la BMCE affirment ne pas avoir reçu d'explication claire et découvrir la décision en même temps que le grand public.
Le maître d'ouvrage est l'entreprise O’Tower. Ses trois actionnaires sont :    
- BMCE Bank (banque)
- RMA Watanya (assurance)
- Finance Com (holding personnelle de Benjelloun).

La construction est menée par l'entreprise marocaine TGCC, leader national dans les travaux publics et du bâtiment  et le groupe chinois China Railway Construction Corporation International (CRCCI). Via sa filiale SIXCO, le groupe belge BESIX, qui a réalisé le Burj Khalifa de Dubaï joue un rôle important .
Les architectes de la tour sont l'Espagnol Rafael de la Hoz et le Marocain Hakim Benjelloun.
Entamée en juillet 2017, son achèvement est annoncé pour 2023. Elle mesurera 250 mètres, le projet ayant prévu d'en faire la plus haute tour d'Afrique, mais durant sa construction et avant son achèvement, elle est dépassée par la tour Iconic Tower en Égypte. Son budget est de 3,5 milliards de dirhams,.
Comptant 55 étages, elle inclura un hôtel de luxe, des bureaux, des appartements de haut standing ainsi qu’un observatoire situé au sommet de la tour. La façade sud de la tour accueille des panneaux photovoltaïques.
Le projet a été critiqué par certains Rabatis ainsi que par l’UNESCO .